# Rataje, Benešov
Rataje là một làng thuộc huyện Benešov, vùng Středočeský, Cộng hòa Séc.